# احمدبگ کوماسی
احمدبگ کوماسی (به کردی: ئەحمەدبەگی کۆماسی) معروف به خالوی کوماسی (به کردی: خاڵۆی کۆماسی) شاعر کرد سده نوزدهم میلادی است. وی در منطقه‌ی کوماسی، روستای بردی سپی در نزدیک مریوان به دنیا آمده است. از وی اشعار کردی هورامی به جا مانده و دیوان اشعار وی چندین بار در ایران و عراق چاپ شده است. وی با مولوی کرد شاعر رابطه نزدیکی داشته و مولوی برای وی اشعاری سروده است. مولوی به خصوص پس از تبعید او به شمال ایران اشعار سوزناکی برای وی نوشته است. تبعید احمد بگ ظاهراً به دستور حکومت قاجار صورت گرفته است. مشهورترین شعر احمد بگ کوماسی گڵکۆی تازهٔ له‌یل (قبر تازهٔ معشوق) است که برای همسر درگذشته‌اش سروده است. در سال ۱۳۹۳ کنگره‌ای با نام کنگره بین‌المللی «احمد بگ کوماسی» برای وی در زادگاهش شهر مریوان برگزار شد.